# 勉強ができない
「勉強ができない」（べんきょうができない）は、日本の ロックバンドであるスターリンの2枚目のシングル。1989年9月25日に アルファレコードから発売された。

## 解説
- アルバム『STALIN』（1989年）からの先行シングルとして発売された。
- 上記アルバムは即興性を重視した内容となっており、この曲も演奏は即興で行ったものに歌詞をつけているが、歌詞は2行しかなく、同じフレーズを繰り返し歌っている。
- PVは二子多摩川のモデルハウスにて撮影されたもので[1]、一般家庭の日常生活の節々にスターリンメンバーが突如現れる内容となっている。
- B面曲の「バンドやろうぜ」は、音楽雑誌のメンバー募集の投稿記事を遠藤が読み上げる曲となっている。『STALIN』には収録されていない。

## リリース履歴
| No. | 日付          | レーベル         | 規格          | 規格品番                    | 最高順位 | 備考 |
| --- | ------------- | ---------------- | ------------- | --------------------------- | -------- | ---- |
| 1   | 1989年9月25日 | アルファレコード | EP・8センチCD | ALFA-148 (EP)・09A3-12 (CD) | -        |      |

## 収録曲
全曲、作詞：遠藤ミチロウ／作曲・編曲：スターリン
1. 「勉強ができない」
2. 「バンドやろうぜ」

## 参加ミュージシャン
- 遠藤ミチロウ - ボーカル
- 三原重夫 - ドラムス、シンセサイザー
- 西村雄介 - ベース
- 山盛愛彦 - ギター

## 収録アルバム
- 「勉強ができない」
  - 『STALIN』（1989年）
  - 『飢餓々々帰郷』（2007年）
- 「バンドやろうぜ」
  - アルバム未収録